# ヘリウム燃焼過程
ヘリウム融合、ヘリウム燃焼過程はヘリウム同士が融合する核融合。
恒星は初期には水素の燃焼反応によってエネルギーとヘリウムを生産し、これによって恒星は徐々にヘリウムの多い状態に姿を変えていき、水素が減少し、水素の核融合は恒星表面で行われるようになる。恒星表面で核融合を行うようになると恒星内部で核融合を行っていたときより外部へのエネルギーの流出が大きくなり、恒星の表層は拡大し、より重いヘリウムは恒星中心核にたまる。このとき太陽質量の0.47倍よりも重い恒星の場合はヘリウムの中心核は自らの重力によって収縮しながら温度を上げ、1億度を超えるとヘリウムが安定元素に合成される核融合反応が始まる。
なお、ヘリウム3同士の融合やヘリウム3とヘリウム4の融合は陽子-陽子連鎖反応の際にも発生するが、これは通常ヘリウム燃焼過程としては言及されない。

## ベリリウム8合成
恒星内部で水素が消費されていくとそれの対価としてヘリウム(アルファ粒子)が生産され、これが恒星の中心核を作るようになる。中心核にヘリウムが多くたまると温度が高くなりヘリウム4同士の核融合が始まる。まず先んじてヘリウム4が二つ融合するパターンが始まる。この状態は下記の式に表すことができる。
{\displaystyle {\ce {^{4}{He}+{^{4}}He<=>{^{8}}Be}}}
2つのヘリウム核の融合はベリリウム8しか生まず、ベリリウム8は非常に不安定で半減期1×10−16から2.6×10−16秒の内に2つのヘリウムに戻る。このため、主系列星ではこの反応はヘリウムに極度に偏った平衡状態を実現している。

## トリプルアルファ反応
恒星が赤色巨星や赤色超巨星の終末期を迎え、コアの温度が1億K (8.6 KeV) を超えると、状況が変わる。ヘリウム同士の衝突頻度が高くなり、平衡がベリリウムに傾くのである。結果、ベリリウム8の崩壊する前に3つ目のヘリウム4が融合し、炭素12を形成する可能性がかなり高くなる。式に表すと以下の通りになる。
{\displaystyle {\ce {^{8}{Be}+{^{4}}He->{^{12}}C}}}
このヘリウム3つの融合をトリプルアルファ反応と呼ぶ。

## アルファ反応
トリプルアルファ反応によって作られた炭素12にヘリウム原子が融合すると酸素16を形成し、さらに高温ではヘリウムが酸素と融合してネオン20など重原子が発生する。式に表すと以下の通りになる。
{\displaystyle {\ce {^{12}{C}+{^{4}}He->{^{16}}O}}}
この合成はアルファ反応と呼ばれる。

## 過程、燃焼後
太陽質量の2倍程度までの恒星の場合、ヘリウムの融合開始時にはフェルミ縮退で核が拡大しないために、一気に核融合反応が進み、ある程度の熱を生産するとそこでフェルミ縮退が解け、安定した燃焼を始める。この核融合反応の暴走をヘリウムフラッシュという。太陽の2倍より重い場合は十分に核に熱があるため、ヘリウムフラッシュを起こさない。
反応で生成された元素は恒星の中心部に落ち、中心核を形成し、ヘリウムはその外側で安定して燃焼する。この状態を漸近巨星分枝星という。このとき恒星はヘリウム燃焼の間は炭素や酸素などの原子を中心核に持ち、その周辺でヘリウムを燃焼させ、さらに外部の薄い表層で水素の核融合を行う構造になる。外部の水素は受け取る重力が少ないため、核融合が少なくなり、重力の少ない恒星の場合内部からのエネルギーで拡散していく。
ヘリウム燃焼は約106年から105年続く。ヘリウム燃焼後の恒星は炭素や酸素が多くなり、十分に質量がある場合さらに内部の温度が上昇し、炭素燃焼などの過程を始めていく。